# Dikirnis
Dikirnis (arabiska دكرنس) är en ort i Egypten. Den ligger i guvernementet ad-Daqahliyya, i den norra delen av landet, 120 km norr om huvudstaden Kairo. Dikirnis ligger 13 meter över havet och folkmängden uppgår till cirka 80 000 invånare.

## Geografi
Terrängen runt Dikirnis är mycket platt. Runt Dikirnis är det tätbefolkat, med 636 invånare per kvadratkilometer. Trakten runt Dikirnis består till största delen av jordbruksmark.